# Saola
Pseudoryx nghetinhensis
Sous-tribu
Genre
Espèce
Statut de conservation UICN

 CR A2cd+3cd+4cd; C2a(i) : 
En danger critique
Statut CITES
Répartition géographique
Le Saola (Pseudoryx nghetinhensis) (nom en lao : ເສົາຫລາ, variante orthographique ເສົາຫຼາ /sǎo-lǎː/), également appelé « licorne asiatique » est un bovidé découvert dans la chaîne annamitique, au Vietnam, en 1992 et décrit officiellement en 1993 dans la revue scientifique Nature. Il fait partie de la liste des 100 espèces les plus menacées au monde établie par l'UICN en 2012.

## Morphologie
L'animal a un long cou, une petite tête, et l'adulte mesure environ 1,50 m de long pour 90 cm au garrot et pèse environ 100 kg. On appelle l’animal « licorne asiatique » en raison de ses deux cornes qui peuvent atteindre jusqu'à 50 centimètres de long chez les mâles. Les cornes sont légèrement recourbées en arrière ; plus longues chez le mâle.
La robe est brun foncé, avec une bande noire le long du dos. Les pattes sont foncées, avec quelques taches blanches sur les pieds. Sur la face, il existe des marques blanches : en bandes verticales sur les joues et les arcades sourcilières, en taches sur le nez et le menton,.
Comme le porte-musc, le saola marque son territoire en utilisant le musc sécrété par des glandes exocrines : il frotte cette substance pâteuse à l'odeur forte contre les branches et les troncs. Chez le saola, les glandes à musc sont situées dans un repli du museau, et sont parmi les plus volumineuses du règne animal.

## Écologie
Le Saola est craintif et se cache dans les forêts difficilement accessibles. Longtemps considéré comme un mythe, il fut découvert lorsque des chercheurs se sont lancés sur ses traces dans les montagnes du nord du Vietnam, entre 1 000 et 1 600 m dans la cordillère annamitique. Cette zone s’étend de part et d’autre de la frontière entre le Laos et le Vietnam, dans les provinces de Nghệ An et Ha Tinh. Cette région est couverte d’une épaisse jungle. Ce n’est qu’en 1994 qu’un chasseur de tortues a finalement capturé par hasard une jeune femelle.
En août 2010 un Saola a été capturé par des villageois au Laos, il est mort après quelques jours de captivité. Des experts de l'UICN ont pu récupérer sa dépouille qui est la seule intacte connue. Brun, tacheté de blanc et doté de ses petites cornes, l’animal a été exposé dans un parc botanique de Hanoi. Les autorités l’ont baptisé « Vu quang », du nom d’un parc naturel vietnamien où survivent les derniers spécimens.
Le saola a été chassé par les indigènes à raison d’une cinquantaine de spécimens par an. Chiffre énorme lorsqu’on sait que la population est estimée à quelques centaines. À la suite des premières découvertes, le saola a été étudié et répertorié sous le nom de Pseudoryx nghetinhensis. Pseudoryx car ses cornes ressemblent à celles de l’oryx, nghetinhensis se rapportant à la région où on l’a découvert. C’est aujourd’hui l’un des animaux les plus rares qui pourrait bien disparaître si son habitat n’est pas préservé. En effet, personne n'en avait vu depuis 1999, jusqu'à l'apparition de l'un d'entre eux en 2010.
Un saola a été localisé en septembre 2013 dans une réserve des montagnes annamites, à la frontière avec le Laos, par les scientifiques du WWF qui avaient monté un appareil-photo à déclenchement automatique.

## Répartition géographique
- Vietnam[8] et Laos exclusivement.

## Régime alimentaire
Le régime alimentaire du saola n'est pas bien connu car très peu d'observations de sa nourriture ont été rapportées. Cependant, on pense que le saola est principalement herbivore et se nourrit de feuilles, de jeunes pousses, de fruits et de fleurs.
Des études ont montré que le saola consomme principalement des feuilles, en particulier celles des arbres appartenant aux familles Fagaceae et Lauraceae. Il est également possible que le saola consomme des herbes et des tiges de plantes.
Le saola est une espèce très rare et très peu étudiée, et il y a encore beaucoup à découvrir sur son régime alimentaire et son comportement alimentaire.

## Position phylogénétique
Les saolas forment une sous-tribu des Bovini, groupe frère des Bovina.
|              | Bubalina (buffles)                                                                                          |
|              | |
|              | \| Pseudorygina \| (saolas) \| \| \| (saolas) \| \| Bovina \| (bisons, bœufs…) \| \| \| (bisons, bœufs…) \| |
|              | |
| Pseudorygina | (saolas) |
|              | (saolas) |
| Bovina       | (bisons, bœufs…)                                                                                            |
|              | (bisons, bœufs…)                                                                                            |

| Pseudorygina | (saolas)         |
|              | (saolas)         |
| Bovina       | (bisons, bœufs…) |
|              | (bisons, bœufs…) |

|              | Bubalina (buffles)                                                                                          |
|              | |
|              | \| Pseudorygina \| (saolas) \| \| \| (saolas) \| \| Bovina \| (bisons, bœufs…) \| \| \| (bisons, bœufs…) \| |
|              | |
| Pseudorygina | (saolas) |
|              | (saolas) |
| Bovina       | (bisons, bœufs…)                                                                                            |
|              | (bisons, bœufs…)                                                                                            |

| Pseudorygina | (saolas)         |
|              | (saolas)         |
| Bovina       | (bisons, bœufs…) |
|              | (bisons, bœufs…) |

|              | Bubalina (buffles)                                                                                          |
|              | |
|              | \| Pseudorygina \| (saolas) \| \| \| (saolas) \| \| Bovina \| (bisons, bœufs…) \| \| \| (bisons, bœufs…) \| |
|              | |
| Pseudorygina | (saolas) |
|              | (saolas) |
| Bovina       | (bisons, bœufs…)                                                                                            |
|              | (bisons, bœufs…)                                                                                            |

| Pseudorygina | (saolas)         |
|              | (saolas)         |
| Bovina       | (bisons, bœufs…) |
|              | (bisons, bœufs…) |

|              | Bubalina (buffles)                                                                                          |
|              | |
|              | \| Pseudorygina \| (saolas) \| \| \| (saolas) \| \| Bovina \| (bisons, bœufs…) \| \| \| (bisons, bœufs…) \| |
|              | |
| Pseudorygina | (saolas) |
|              | (saolas) |
| Bovina       | (bisons, bœufs…)                                                                                            |
|              | (bisons, bœufs…)                                                                                            |

| Pseudorygina | (saolas)         |
|              | (saolas)         |
| Bovina       | (bisons, bœufs…) |
|              | (bisons, bœufs…) |

|              | Bubalina (buffles)                                                                                          |
|              | |
|              | \| Pseudorygina \| (saolas) \| \| \| (saolas) \| \| Bovina \| (bisons, bœufs…) \| \| \| (bisons, bœufs…) \| |
|              | |
| Pseudorygina | (saolas) |
|              | (saolas) |
| Bovina       | (bisons, bœufs…)                                                                                            |
|              | (bisons, bœufs…)                                                                                            |

| Pseudorygina | (saolas)         |
|              | (saolas)         |
| Bovina       | (bisons, bœufs…) |
|              | (bisons, bœufs…) |

|              | Bubalina (buffles)                                                                                          |
|              | |
|              | \| Pseudorygina \| (saolas) \| \| \| (saolas) \| \| Bovina \| (bisons, bœufs…) \| \| \| (bisons, bœufs…) \| |
|              | |
| Pseudorygina | (saolas) |
|              | (saolas) |
| Bovina       | (bisons, bœufs…)                                                                                            |
|              | (bisons, bœufs…)                                                                                            |

| Pseudorygina | (saolas)         |
|              | (saolas)         |
| Bovina       | (bisons, bœufs…) |
|              | (bisons, bœufs…) |

|              | Bubalina (buffles)                                                                                          |
|              | |
|              | \| Pseudorygina \| (saolas) \| \| \| (saolas) \| \| Bovina \| (bisons, bœufs…) \| \| \| (bisons, bœufs…) \| |
|              | |
| Pseudorygina | (saolas) |
|              | (saolas) |
| Bovina       | (bisons, bœufs…)                                                                                            |
|              | (bisons, bœufs…)                                                                                            |

| Pseudorygina | (saolas)         |
|              | (saolas)         |
| Bovina       | (bisons, bœufs…) |
|              | (bisons, bœufs…) |

|              | Bubalina (buffles)                                                                                          |
|              | |
|              | \| Pseudorygina \| (saolas) \| \| \| (saolas) \| \| Bovina \| (bisons, bœufs…) \| \| \| (bisons, bœufs…) \| |
|              | |
| Pseudorygina | (saolas) |
|              | (saolas) |
| Bovina       | (bisons, bœufs…)                                                                                            |
|              | (bisons, bœufs…)                                                                                            |

| Pseudorygina | (saolas)         |
|              | (saolas)         |
| Bovina       | (bisons, bœufs…) |
|              | (bisons, bœufs…) |

## Protection
Espèce protégée dans la réserve naturelle de Vu Quang au Vietnam, il fait partie de la liste des 100 espèces les plus menacées au monde établie par l'UICN en 2012. En effet, le Saola est classé comme en danger critique d'extinction par l'Union internationale pour la conservation de la nature (UICN) en raison de la perte de son habitat naturel et de la chasse illégale. Les cornes du Saola sont très recherchées sur les marchés asiatiques pour leur valeur médicinale et culturelle, ce qui a contribué à la diminution rapide de la population de Saolas.
Le Saola est un animal timide et évite généralement les humains, ce qui rend difficile l'étude de son comportement et de son écologie. Les scientifiques travaillent actuellement à mieux comprendre cette espèce rare afin de mettre en place des mesures de conservation efficaces pour protéger le Saola de l'extinction.

## Ethnologie
Le saola, bien que connu de très longue date par les habitants de son aire de répartition naturelle, n'a été reconnu par les zoologues[C'est-à-dire ?] qu'en 1992, par la découverte de trophées de chasse (cornes). Pour autant, l'espèce est déjà représentée sur des pendants d'oreilles de la culture Sa Huynh, datées d'environ 2000 ans, et le nom de saola figure dans un dictionnaire laotien-français de 1912.

## Philatélie
Le saola a été représenté sur trois timbres du Laos en 1997 (Scott 1366-1368) et sur quatre timbres du Vietnam en 2000 (Scott 2966-2969).

### GenrePseudoryx
- (en) Mammal Species of the World (3e  éd., 2005) : Pseudoryx Dung, Giao, Chinh, Tuoc, Arctander and MacKinnon, 1993
- (en) Animal Diversity Web : Pseudoryx
- (en) NCBI : Pseudoryx (taxons inclus)
- (fr + en) CITES : genre Pseudoryx (sur le site de l’UNEP-WCMC)

### EspècePseudoryx nghetinhensis
- (en) Mammal Species of the World (3e  éd., 2005) : Pseudoryx nghetinhensis Dung, Giao, Chinh, Tuoc, Arctander, and MacKinnon, 1993
- (en) Animal Diversity Web : Pseudoryx nghetinhensis
- (en) NCBI : Pseudoryx nghetinhensis (taxons inclus)
- (fr) CITES : taxon  Pseudoryx nghetinhensis (sur le site du ministère français de l'Écologie) (consulté le 1er juin 2015)
- (en) CITES : Pseudoryx nghetinhensis Dung, Giao, Chinh, Tuoc, Arctander et MacKinnon, 1993  (+ répartition sur Species+) (consulté le 1er juin 2015)
- (en) UICN : espèce Pseudoryx nghetinhensis Dung, Giao, Chinh, Tuoc, Arctander et MacKinnon, 1993 (consulté le 1er juin 2015)